# Tomáš Divíšek
Tomáš Divíšek (* 19. července 1979 Most) je bývalý český hokejový útočník, který poslední tři sezóny kariéry odehrál za klub LHK Jestřábi Prostějov v Chance lize.
Dříve hrál v týmu pražské Slavie, kde získal dvě zlata jako junior, v NHL v týmu Philadelphia Flyers, v AHL za tým Philadelphia Phantoms a mezi lety 2003 a 2008 v rámci extraligy za HC ČSOB Pojišťovna Pardubice, HC Moeller Pardubice, opět HC Slavia Praha a HC Lasselsberger Plzeň. Do brněnské Komety se v průběhu sezóny 2011/2012 vrátil poté, co byl vyměněn za Andreje Podkonického. Po konci kariéry v roce 2020 se stal generálním manažerem HC Letci Letňany.